# Ruhwinkel
Ruhwinkel là một đô thị thuộc huyện Plön, trong bang Schleswig-Holstein, nước Đức. Đô thị Ruhwinkel có diện tích 13,13 km², dân số thời điểm 31 tháng 12 năm 2006 là 1051 người.